# Music & Letters
Music & Letters est une revue académique publiée trimestriellement par Oxford University Press et axée sur la musicologie. La revue parraine le Music & Letters Trust, des récompenses en espèces semestrielles de montants variables pour soutenir la recherche dans le domaine de la musique.

## Histoire
A. H. Fox Strangways (en) crée la revue en 1920 et en est rédacteur en chef jusqu'en 1937 suivi par Eric Blom, rédacteur en chef de 1937 à 1950, puis de 1954 à 1959. Parmi les autres rédacteurs en chef figurent Richard Capell (1950-1954), J.A. Westrup (1959-1976), Denis Arnold et Edward Olleson (1976-1980), Nigel Fortune (en) et Olleson (1981-1986), N. Fortune et John Whenham (1986-1992), et N. Fortune et Tim Carter (1992-1999). Nigel Fortune (en) est resté co-éditeur jusqu'en 2008.